# Brauerei Braunschweig
La Brauerei Braunschweig est une brasserie à Brunswick, dans le Land de Basse-Saxe.

## Histoire
Le 28 décembre 1871, les frères Christian Gustav et Carl Heinrich Bendt fondent une brasserie sur le terrain du Gartenrestaurant "Zum Feldschlößchen", à proximité immédiate du château Richmond à Brunswick. Après un changement de propriétaire, la brasserie devient la Bierbrauerei zum Feldschlößchen von Noetzel & Otto et esttransformée en société par actions en 1888. De 1895 à 1942, Otto Böhme dirige l'entreprise, qu'il transforme en une grande brasserie. En 1919, les droits de brassage et les contrats de fourniture de Braunschweiger Löwenbrauerei eGmbH sont acquis. En 1920, la Braunschweiger Aktien-Bierbrauerei Streitberg est constituée, ce qui donne lieu au changement de nom en Brauerei Feldschlößchen-Streitberg AG. Le conseil de surveillance comprend divers notables de Brunswick, notamment le fabricant Gustav Schmalbach.
En 1925, l'entreprise dépasse la barre des 100 000 hectolitres de production brassicole par an.
À partir de 1989, elle est une filiale de Holsten-Brauerei, à Hambourg. La Sächsische Brau-Union de Dresde, également reprise par Holsten, est baptisée Feldschlößchen en 1995 et perpétue la tradition de l'une des sociétés précédentes, Aktienbrauerei zum Feldschlösschen à Dresde. Depuis 2004, Holsten et la brasserie suisse Feldschlösschen font partie du groupe brassicole danois Carlsberg.
Le 29 juin 2009, la vente de la brasserie Feldschlößchen à Brunswick à la brasserie Oettinger est annoncée. Le site, y compris la brasserie et d'autres bâtiments, est repris par Oettinger et transféré à la nouvelle brasserie de Brunswick en tant que filiale de la brasserie Oettinger. La brasserie de Brunswick est la troisième plus grande brasserie du groupe brassicole Oettinger et la plus grande brasserie de Basse-Saxe.
La société renommée Feldschlößchen Brautu GmbH et la marque traditionnelle Feldschlößchen restent chez Carlsberg jusqu'en 2010, tandis que la Braunschweiger Feldschlößchen Pilsner est brassée et mise en bouteille par son concurrent Hofbrauhaus Wolters de décembre 2009 à 2014 dans le cadre d'un contrat de brassage sous contrat. En mars 2014, la Hofbrauhaus Wolters perd le contrat ; le contrat de brassage sous contrat est attribué à Einbecker Brauhaus.

## Production
La Feldschlößchen Pilsner, marque leader depuis 1974, est brassée dans le style du pils. Alors que la Feldschlößchen Export était autrefois une bière d'export, des boissons à base de bière mélangées telles que la Feldschlößchen Radler et la Feldschlößchen MiXX (cola et bière) sont vendues plus récemment.
Selon les étiquettes, la brasserie Braunschweig Feldschlößchen brassait à la fois la bière Hefeweizen, qu'Aldi Nord propose sous le nom de Karlsquell, ainsi que la pils Schultenbräu, ainsi que celle proposée par la Malzbier d'Aldi Süd Karlskrone et les boissons à base de bière Karlskrone Radler et Karlskrone Lemon & Beer. La Karlskrone Fassbrause est également produite par Braunschweiger Brauerei. Braunschweiger Brauerei produit la Karlsquell Malz proposée par Aldi Nord (également produit par Frankfurter Brauhaus). En outre, l'étiquette des marques Original Turmbräu Pils et Original Turmbräu Export, en vente dans la chaîne de supermarchés Penny, indique que la Braunschweiger Brauerei est le producteur.